# ダヴィッド・ディ・ドナテッロ監督賞
ダヴィッド・ディ・ドナテッロ監督賞（David di Donatello per il miglior regista）はダヴィッド・ディ・ドナテッロ賞の部門の一つ。1956年、賞の創設と同時に設置された。
2019年現在での最多受賞者は6回受賞のフランチェスコ・ロージである。

## 受賞者・候補者一覧
太字が受賞者。なお、1980年以前はノミネート制度が導入されていなかったため、賞は受賞者に直接授与されていた。

### 1950年代
- 1956年
  - ジャンニ・フランチョリーニ（『Racconti romani』）
- 1957年
  - フェデリコ・フェリーニ（『カビリアの夜』）
- 1958年：該当なし
- 1959年
  - アルベルト・ラットゥアーダ（『テンペスト』）

### 1960年代
- 1960年
  - フェデリコ・フェリーニ（『甘い生活』）
- 1961年
  - ミケランジェロ・アントニオーニ（『夜』）
- 1962年
  - エルマンノ・オルミ（『定職』）
- 1963年
  - ヴィットリオ・デ・シーカ（『アルトナ』）
- 1964年
  - ピエトロ・ジェルミ（『誘惑されて棄てられて』）
- 1965年
  - フランチェスコ・ロージ（『真実の瞬間』）
  - ヴィットリオ・デ・シーカ（『ああ結婚』）
- 1966年
  - アレッサンドロ・ブラゼッティ（『Io, io, io... e gli altri』）
  - ピエトロ・ジェルミ （『蜜がいっぱい』）
- 1967年
  - ルイジ・コメンチーニ（『Incompreso』）
- 1968年
  - カルロ・リッツァーニ（『Banditi a Milano』）
- 1969年
  - フランコ・ゼッフィレッリ（ 『ロミオとジュリエット』）

### 1970年代
- 1970年
  - ジッロ・ポンテコルヴォ（『ケマダの戦い』）
- 1971年
  - ルキノ・ヴィスコンティ（『ベニスに死す』）
- 1972年
  - フランコ・ゼッフィレッリ（『 ブラザー・サン シスター・ムーン』）
  - セルジオ・レオーネ（『夕陽のギャングたち』）
- 1973年
  - ルキノ・ヴィスコンティ （『 ルートヴィヒ』）
- 1974年
  - フェデリコ・フェリーニ（『フェリーニのアマルコルド』）
- 1975年
  - ディーノ・リージ（『女の香り』）
- 1976年
  - マリオ・モニチェッリ  （『私の友だち』）
  - フランチェスコ・ロージ（『ローマに散る』）
- 1977年
  - ヴァレリオ・ズルリーニ（『タタール人の砂漠』）
  - マリオ・モニチェッリ（『ちゃちなブルジョワ』）
- 1978年
  - エットレ・スコラ（『特別な一日』）
- 1979年
  - フランチェスコ・ロージ（『エボリ』）

### 1980年代
- 1980年
  - ジッロ・ポンテコルヴォ（『Ogro』）
  - マルコ・ベロッキオ（『Salto nel vuoto』）

- 1981年
  - フランチェスコ・ロージ（『Tre fratelli』）
  - ルイジ・コメンチーニ（『Voltati Eugenio』）
  - エットレ・スコラ（『パッション・ダモーレ』）

- 1982年
  - マルコ・フェッレーリ（『町でいちばんの美女／ありきたりな狂気の物語』）
  - サルヴァトーレ・ピシチェッリ（『Le occasioni di Rosa』）
  - カルロ・ヴェルドーネ（『Borotalco』）

- 1983年
  - パオロ＆ヴィットリオ・タヴィアーニ（『サン★ロレンツォの夜』）
  - ジャンニ・アメリオ（『Colpire al cuore』）
  - エットレ・スコラ（『Il mondo nuovo』）

- 1984年
  - エットレ・スコラ（『ル・バル』）
  - フェデリコ・フェリーニ（『そして舟は行く』）
  - ナンニ・ロイ（『Mi manda Picone』）

- 1985年
  - フランチェスコ・ロージ（『カルメン』）
  - プーピ・アヴァーティ（『Impiegati』）
  - パオロ＆ヴィットリオ・タヴィアーニ（『カオス・シチリア物語』）

- 1986年
  - マリオ・モニチェッリ（『女たちのテーブル』）
  - フェデリコ・フェリーニ（『ジンジャーとフレッド』）
  - ナンニ・モレッティ（『ジュリオの当惑』）

- 1987年
  - エットレ・スコラ（『ラ・ファミリア』）
  - プーピ・アヴァーティ（『クリスマス・プレゼント』）
  - フランチェスコ・マゼッリ（『Storia d'amore』）

- 1988年
  - ベルナルド・ベルトルッチ（『ラストエンペラー』）
  - フェデリコ・フェリーニ（『インテルビスタ』）
  - ニキータ・ミハルコフ（『黒い瞳』）

- 1989年
  - エルマンノ・オルミ（『聖なる酔っぱらいの伝説』）
  - マルコ・リージ（『永遠のマリー』）
  - ジュゼッペ・トルナトーレ（『ニュー・シネマ・パラダイス』）

### 1990年代
- 1990年
  - マリオ・モニチェッリ（『Il male oscuro』）
  - ジャンニ・アメリオ（『宣告』）
  - プーピ・アヴァーティ（『いつか見た風景』）
  - フェデリコ・フェリーニ（『ボイス・オブ・ムーン』）
  - ナンニ・ロイ（『Scugnizzi』）
  - ナンニ・モレッティ（『赤いシュート』）

- 1991年
  - マルコ・リージ（『Ragazzi fuori』）
  - リッキー・トニャッツィ（『Ultrà』）
  - ガブリエレ・サルヴァトレス（『エーゲ海の天使』）
  - ダニエーレ・ルケッティ（『Il portaborse』）
  - フランチェスカ・アルキブージ（『黄昏に瞳やさしく』）

- 1992年
  - ジャンニ・アメリオ（『小さな旅人』）
  - マルコ・リージ（『Il muro di gomma』）
  - カルロ・ヴェルドーネ（『Maledetto il giorno che t'ho incontrato』）

- 1993年
  - ロベルト・ファエンツァ （『鯨の中のジョナ』）
  - リッキー・トニャッツィ（『La scorta』）
  - フランチェスカ・アルキブージ（『かぼちゃ大王』）

- 1994年
  - カルロ・ヴェルドーネ（『Perdiamoci di vista』）
  - ナンニ・モレッティ（『親愛なる日記』）
  - パスクァーレ・ポッツェッセレ（『Padre e figlio』）

- 1995年
  - マリオ・マルトーネ（『愛に戸惑って』）
  - ジャンニ・アメリオ（『Lamerica』）
  - アレッサンドロ・ダラートリ（『アパッショナート』）

- 1996年
  - ジュゼッペ・トルナトーレ（『明日を夢見て』）
  - ベルナルド・ベルトルッチ（『魅せられて』）
  - カルロ・リッツァーニ（『Celluloide』）
  - パオロ・ヴィルズィ（『Ferie d'agosto』）

- 1997年
  - フランチェスコ・ロージ（『遙かなる帰郷』）
  - ロベルト・ファエンツァ（『Marianna Ucria』）
  - ヴィルマ・ラバーテ（『ぼくらの世代』）
  - ガブリエレ・サルヴァトレス（『ニルヴァーナ』）
  - マウリツィオ・ザッカロ（『Il carniere』）

- 1998年
  - ロベルト・ベニーニ（『ライフ・イズ・ビューティフル』）
  - マリオ・マルトーネ（『戦争のリハーサル』）
  - パオロ・ヴィルズィ（『Ovosodo』）

- 1999年
  - ジュゼッペ・トルナトーレ（『海の上のピアニスト』）
  - ベルナルド・ベルトルッチ （『シャンドライの恋』）
  - ジュゼッペ・ピッチョーニ（『もうひとつの世界』）

### 2000年代
- 2000年
  - シルヴィオ・ソルディーニ（『ベニスで恋して』）
  - マルコ・ベキス（『Garage Olimpo』）
  - リッキー・トニャッツィ（『Canone inverso - Making Love』）

- 2001年
  - ガブリエーレ・ムッチーノ（『最後のキス』）
  - マルコ・トゥリオ・ジョルダーナ（『ペッピーノの百歩』）
  - ナンニ・モレッティ（『息子の部屋』）

- 2002年
  - エルマンノ・オルミ（『ジョヴァンニ』）
  - シルヴィオ・ソルディーニ（『風の痛み』）
  - ジュゼッペ・ピッチョーニ（『ぼくの瞳の光』）

- 2003年
  - プーピ・アヴァーティ（『心は彼方に』）
  - マルコ・ベロッキオ（『母の微笑』）
  - マッテオ・ガッローネ（『剥製師』）
  - ガブリエーレ・ムッチーノ（『リメンバー・ミー』）
  - フェルザン・オズペテク（『向かいの窓』）

- 2004年
  - マルコ・トゥリオ・ジョルダーナ（『輝ける青春』）
  - プーピ・アヴァーティ（『クリスマスの雪辱』）
  - マルコ・ベロッキオ（『夜よ、こんにちは』）
  - セルジオ・カステッリット（『赤いアモーレ』）
  - マッテオ・ガッローネ（『Primo amore』）

- 2005年
  - パオロ・ソレンティーノ（『愛の果てへの旅』）
  - ジャンニ・アメリオ（『家の鍵』）
  - ダヴィデ・フェッラーリオ（『トリノ、24時からの恋人たち』）
  - アンドレア＆アントニオ・フラッツィ（『Certi bambini』）
  - フェルザン・オズペテク（『聖なる心』）

- 2006年
  - ナンニ・モレッティ（『夫婦の危機』）
  - アントニオ・カプアーノ（『La guerra di Mario』）
  - ミケーレ・プラチド（『野良犬たちの掟』）
  - セルジオ・ルビーニ（『La terra』）
  - カルロ・ヴェルドーネ（『わが人生最良の敵』）

- 2007年
  - ジュゼッペ・トルナトーレ（『題名のない子守唄』）
  - マルコ・ベロッキオ（『結婚演出家』）
  - エマヌエーレ・クリアレーゼ（『新世界』）
  - ダニエーレ・ルケッティ（『マイ・ブラザー』）
  - エルマンノ・オルミ（『ポー川のひかり』）

- 2008年
  - アンドレア・モライヨーリ（『湖のほとりで』）
  - クリスティーナ・コメンチーニ（『Bianco e nero』）
  - アントネッロ・グリマルディ（『クワイエット・カオス　〜パパが待つ公園で』）
  - カルロ・マッツァクラーティ（『まなざしの長さをはかって』）
  - シルヴィオ・ソルディーニ（『日々と雲行き』）

- 2009年
  - マッテオ・ガッローネ（『ゴモラ』）
  - プーピ・アヴァーティ（『ボローニャの夕暮れ』）
  - パオロ・ソレンティーノ（『イル・ディーヴォ　魔王と呼ばれた男』）
  - ファウスト・ブリッツィ（『恋するローマ　元カレ／元カノ』）
  - ジュリオ・マンフレドニア（『人生、ここにあり！』）

### 2010年代
- 2010年
  - マルコ・ベロッキオ（『愛の勝利を ムッソリーニを愛した女』）
  - ジュゼッペ・トルナトーレ（『シチリア！シチリア！』）
  - ジョルジョ・ディリッティ（『やがて来たる者へ』）
  - パオロ・ヴィルズィ（『はじめての大切なもの』）
  - フェルザン・オズペテク（『あしたのパスタはアルデンテ』）

- 2011年
  - ダニエーレ・ルケッティ（『我らの生活』）
  - ルカ・ミニエーロ（『Benvenuti al Sud』）
  - パオロ・ジェノヴェーゼ（『Immaturi』）
  - サヴェリオ・コスタンツォ（『素数たちの孤独』）
  - ミケランジェロ・フランマルティーノ（『Le quattro volte』）
  - マリオ・マルトーネ（『われわれは信じていた』）
  - マルコ・ベロッキオ（『Sorelle Mai』）
  - クラウディオ・クペッリーニ（『穏やかな暮らし』）

- 2012年
  - パオロ＆ヴィットリオ・タヴィアーニ（『塀の中のジュリアス・シーザー』）
  - ナンニ・モレッティ（『ローマ法王の休日』）
  - フェルザン・オズペテク（『異人たちの棲む館』）
  - マルコ・トゥリオ・ジョルダーナ（『フォンターナ広場　イタリアの陰謀』）
  - エマヌエーレ・クリアレーゼ（『海と大陸』）
  - パオロ・ソレンティーノ（『きっと　ここが帰る場所』）

- 2013年
  - ジュゼッペ・トルナトーレ（『鑑定士と顔のない依頼人』）
  - ベルナルド・ベルトルッチ（『孤独な天使たち』）
  - マッテオ・ガッローネ（『リアリティー』）
  - ガブリエレ・サルヴァトレス（『ゴッド・オブ・バイオレンス シベリアの狼たち』）
  - ダニエーレ・ヴィカーリ（『Diaz - Don't Clean Up This Blood』）

- 2014年
  - パオロ・ソレンティーノ （『グレート・ビューティー/追憶のローマ』）
  - フェルザン・オズペテク（『カプチーノはお熱いうちに』）
  - エットレ・スコラ（『フェデリコという不思議な存在』）
  - カルロ・マッツァクラーティ（『幸せの椅子』）
  - パオロ・ヴィルズィ（『人間の値打ち』）

- 2015年
  - フランチェスコ・ムンズィ（『黒の魂』）
  - サヴェリオ・コスタンツォ（『ハングリー・ハーツ』）
  - マリオ・マルトーネ（『レオパルディ』）
  - ナンニ・モレッティ（『母よ、』）
  - エルマンノ・オルミ（『緑はよみがえる』）

- 2016年
  - マッテオ・ガッローネ（五日物語　-3つの王国と3人の女-』）
  - ジャンフランコ・ロージ（『海は燃えている　～イタリア最南端の小さな島～』）
  - クラウディオ・カリガーリ（『Non essere cattivo』）
  - パオロ・ジェノヴェーゼ（『おとなの事情』）
  - パオロ・ソレンティーノ（『グランドフィナーレ』）

- 2017年
  - パオロ・ヴィルズィ（『歓びのトスカーナ』）
  - マルコ・ベロッキオ（『甘き人生』）
  - エドアルド・デ・アンジェリス（『切り離せないふたり』）
  - クラウディオ・ジョヴァンネージ（『花咲く恋』）
  - マッテオ・ロヴェーレ（『ゴッド・スピード・ユー！』）

- 2018年
  - ジョナス・カルピニャーノ（『チャンブラにて』）
  - マネッティ・ブラザーズ（『愛と銃弾』）
  - ジャンニ・アメリオ（『ナポリの隣人』）
  - フェルザン・オズペテク（『ナポリ、熟れた情事 』）
  - パオロ・ジェノヴェーゼ（『ザ・プレイス 運命の交差点』）

- 2019年
  - マッテオ・ガッローネ（『ドッグマン』）
  - マリオ・マルトーネ（『カプリ島のレボリューション』）
  - ルカ・グァダニーノ（『君の名前で僕を呼んで』）
  - ヴァレリア・ゴリーノ（『幸せな感じ』）
  - アリーチェ・ロルヴァケル（『幸福なラザロ』）

### 2020年代
- 2020年
  - マルコ・ベロッキオ（『シチリアーノ　裏切りの美学』）
  - マッテオ・ロヴェーレ（『ザ・グレイテスト・キング』）
  - クラウディオ・ジョヴァンネージ（『La paranza dei bambini』）
  - ピエトロ・マルチェッロ（『マーティン・エデン』）
  - マッテオ・ガローネ（『ほんとうのピノッキオ』）
- 2021年
  - ジョルジョ・ディリッティ（『私は隠れてしまいたかった』）
  - ファビオ＆ダミアーノ・ディンノチェンツォ（『悪の寓話』）
  - ジャンニ・アメリオ（『Hammamet』）
  - エンマ・ダンテ（『Le sorelle Macaluso』）
  - スザンナ・ニッキアレッリ（『ミス・マルクス』）
- 2022年
  - パオロ・ソレンティーノ（『Hand of God -神の手が触れた日-』）
  - レオナルド・ディ・コスタンツォ（『内なる鑑』 ）
  - ジュゼッペ・トルナトーレ（『モリコーネ　映画が恋した音楽家』）
  - ガブリエーレ・マイネッティ（『フリークスアウト』）
  - マリオ・マルトーネ（『笑いの王』）
- 2023年
  - マルコ・ベロッキオ（『夜の外側 イタリアを震撼させた55日間』）
  - ジャンニ・アメリオ（『蟻の王』）
  - ロベルト・アンドー（『奇妙なこと』）
  - フェリックス・ヴァン・フルーニンゲン、シャルロッテ・ファンデルメールシュ（『帰れない山』）
  - マリオ・マルトーネ（『ノスタルジア』）
- 2024年
  - マッテオ・ガッローネ（『僕はキャプテン』）
  - ナンニ・モレッティ（『チネチッタで会いましょう』）
  - アンドレア・ディ・ステファノ（『アモーレの最後の夜』）
  - アリーチェ・ロルヴァケル（『墓泥棒と失われた女神』）
  - マルコ・ベロッキオ（『エドガルド・モルターラ ある少年の数奇な運命』）